# Diphenylchloroarsine
Diphenylchloroarsine är ett norskt-tjeckiskt brutal death metal-band, grundat 2015. Låttexterna handlar om biokemi, kärnvapenförintelse, mutation, våldtäkter, blodsorgier med mera.
Diphenylchloroarsine är sajnat på etiketten Rotten Music, som har ytterligare arton band i sitt stall.

## Medlemmar
Nuvarande medlemmar
- Mats Funderud – gitarr, trumprogrammering (2015– )
- Paul (aka Paul Slammer) – sång (2015– )
- Benjamin Wingmark – sång, basgitarr (2015– )

Tidigare medlemmar
- Ti Jean (aka "Retardsickfuck") – trummor (2015)

## Diskografi
Studioalbum
- 2017 – Post Apocalyptic Human Annihilation

EP
- 2015 – The 6 Level Purge

Singlar
- 2016 – "Festering Fungus Infestation"